# Výklenková kaple svatého Václava (Karlín)
Výklenková kaple svatého Václava v Karlíně v Praze stojí v ulici Sokolovská při bývalém železničním náspu proti Kaizlovým sadům. Je chráněna jako nemovitá kulturní památka České republiky.

## Historie
Výklenková kaple vznikla pravděpodobně kolem poloviny 19. století, obraz svatého Václava je z roku 1929.

## Popis
Edikulová kaplička stojí na cihelném soklu. Její rámec toskánských pilastrů je dvakrát odstupněný; pilastry nesou kladí s nápisem „Uťeš smutné odweď wše zlé“. Na vrcholu trojúhelníkového tympanonu je kříž, po stranách jsou dvě kamenné koule na soklech; střední pole tympanonu je vpadlé.
Obraz je inspirovaný stylem beuronské školy. Malovaná postava svatého Václava je oblečena ve zbroji; v pravé ruce drží praporec s motivem Staroboleslavského paládia, v levé štít s orlicí.